# Lap of Luxury
Lap of Luxury è il decimo album in studio della rock band Cheap Trick, pubblicato nel 1988. L'album segna il ritorno di Tom Petersson al basso, e contiene "The Flame", unica canzone del gruppo ad aver raggiunto la vetta delle classifiche americane.

## Tracce
La canzone "Don't Be Cruel" è una cover di Elvis Presley.
1. Let Go - 4:25 - (R. Nielsen, T. Cerney)
2. No Mercy - 3:54 - (J. Lind, J. Scott)
3. The Flame - 5:37 - (B. Mitchell, N. Graham)
4. Space - 4:16 - (M. Chapman, H. Knight)
5. Never Had a Lot to Lose - 3:22 - (R. Zander, T. Petersson)
6. Don't Be Cruel - 3:06 - (O. Blackwell, E. Presley)
7. Wrong Side of Love - 3:59 - (R. Nielsen, T. Cerney)
8. All We Need Is a Dream - 4:20 - (R. Nielsen, R. Zander, G. Giuffria)
9. Ghost Town - 4:11 - (R. Nielsen, D. Warren)
10. All Wound Up - 4:45 - (R. Zander, T. Petersson, J. Allen)

## Singoli (Lato A/Lato B)
- (1988) The Flame/Through The Night
- (1988) Don't Be Cruel/I Know What I Want
- (1988) Ghost Town/Wrong Side Of Love
- (1989) Never Had A Lot To Lose/All We Need Is A Dream
- (1989) Let Go

## Formazione
- Robin Zander - voce, chitarra ritmica
- Rick Nielsen - chitarre, tastiere
- Bun E. Carlos - batteria
- Tom Petersson - basso